# 南灣花形介
南灣花形介（学名：Cytheromorpha nanwanica）为粗面介科花形介屬下的一个种。